# Mira de Aire
Mira de Aire est une freguesia portugaise située en Porto de Mós, dans le District de Leiria.
Avec une superficie de 16,77 km2 et une population de 3 951 habitants (2001), la paroisse possède une densité de 235,6 hab/km2.